# Kanton Vire Normandie
Der Kanton Vire Normandie (offizielle Schreibweise: Kanton Vire-Normandie, bis 23. Februar 2021 Kanton Vire) ist seit 1790 ein französischer Wahlkreis im Département Calvados in der Region Normandie. Er umfasst 9 Gemeinden im Arrondissement Vire und hat sein Bureau centralisateur in Vire Normandie. Im Rahmen der landesweiten Neuordnung der französischen Kantone wurde er im Frühjahr 2015 erheblich erweitert.

## Gemeinden
Der Kanton besteht aus neun Gemeinden mit insgesamt 23.833 Einwohnern (Stand: 1. Januar 2022) auf einer Gesamtfläche von 317,45 km²:
| Gemeinde                 | Einwohner 1. Januar 2022 | Fläche km² | Dichte Einw./km² | Code INSEE | Postleitzahl |
| ------------------------ | ------------------------ | ---------- | ---------------- | ---------- | ------------ |
| Beaumesnil               | 207                      | 4,99       | 41               | 14054      | 14380        |
| Campagnolles             | 555                      | 10,06      | 55               | 14127      | 14500        |
| Landelles-et-Coupigny    | 827                      | 24,67      | 34               | 14352      | 14380        |
| Le Mesnil-Robert         | 184                      | 4,08       | 45               | 14424      | 14380        |
| Noues de Sienne          | 4.236                    | 117,58     | 36               | 14658      | 14380        |
| Pont-Bellanger           | 64                       | 3,54       | 18               | 14511      | 14380        |
| Saint-Aubin-des-Bois     | 221                      | 8,26       | 27               | 14559      | 14380        |
| Sainte-Marie-Outre-l’Eau | 128                      | 5,75       | 22               | 14619      | 14380        |
| Vire Normandie           | 17.411                   | 138,52     | 126              | 14762      | 14500        |
| Kanton Vire Normandie    | 23.833                   | 317,45     | 75               | 1425       | –            |

Bis zur landesweiten Neuordnung der französischen Kantone im März 2015 gehörten zum Kanton Vire die acht Gemeinden Coulonces, Maisoncelles-la-Jourdan, Roullours, Saint-Germain-de-Tallevende-la-Lande-Vaumont, Truttemer-le-Grand, Truttemer-le-Petit, Vaudry und Vire. Sein Zuschnitt entsprach einer Fläche von 138,52 km2. Er besaß vor 2015 einen anderen INSEE-Code als heute, nämlich 1438.

## Veränderungen im Gemeindebestand seit der landesweiten Neuordnung der Kantone
2018: Fusion Pont-Farcy und Tessy Bocage (Kanton Condé-sur-Vire, Département Manche) → Tessy-Bocage (Kanton Condé-sur-Vire, Département Manche)
2017: Fusion Champ-du-Boult, Courson, Fontenermont, Le Gast, Le Mesnil-Benoist, Le Mesnil-Caussois, Mesnil-Clinchamps, Saint-Manvieu-Bocage, Saint-Sever-Calvados und Sept-Frères → Noues de Sienne
2016: Fusion Coulonces, Maisoncelles-la-Jourdan, Roullours, Saint-Germain-de-Tallevende-la-Lande-Vaumont, Truttemer-le-Grand, Truttemer-le-Petit, Vaudry und Vire → Vire Normandie

## Politik
| Vertreter im Departementrat | Vertreter im Departementrat    | Vertreter im Departementrat |
| Amtszeit                    | Namen                          | Partei                      |
| --------------------------- | ------------------------------ | --------------------------- |
| 2002–2015                   | Marc Andreu Sabater            | PRG                         |
| 2015–                       | Marc Andreu Sabater Reine Eude | DVG                         |

## Bevölkerungsentwicklung
| 1962   | 1968   | 1975   | 1982   | 1990   | 1999   | 2006   | 2011   |
| ------ | ------ | ------ | ------ | ------ | ------ | ------ | ------ |
| 15.622 | 16.889 | 18.334 | 19.050 | 18.397 | 18.564 | 18.439 | 18.240 |

## Nachweise
1. ↑  Décret n° 2021-213 du 24 février 2021 actualisant les dénominations des communes dans les décrets portant délimitation des cantons, www.legifrance.gouv.fr, abgerufen am 29. Januar 2022